# Gerrots
Gerrots è un comune delegato e frazione del comune di Victot-en-Auge, situato nel dipartimento del Calvados nella regione della Normandia. In precedenza comune autonomo, il 1º gennaio 2025 è confluito insieme all'ex comune di Victot-Pontfol nel nuovo comune di Victot-en-Auge.

## Società

### Evoluzione demografica
Abitanti censiti